# Daniele Ranzoni
Daniele Ranzoni (3. prosince 1843, Intra, část obce Verbania – 20. října 1889, Intra) byl italský malíř, známý svými portréty, člen milánského uměleckého hnutí Scapigliatura.

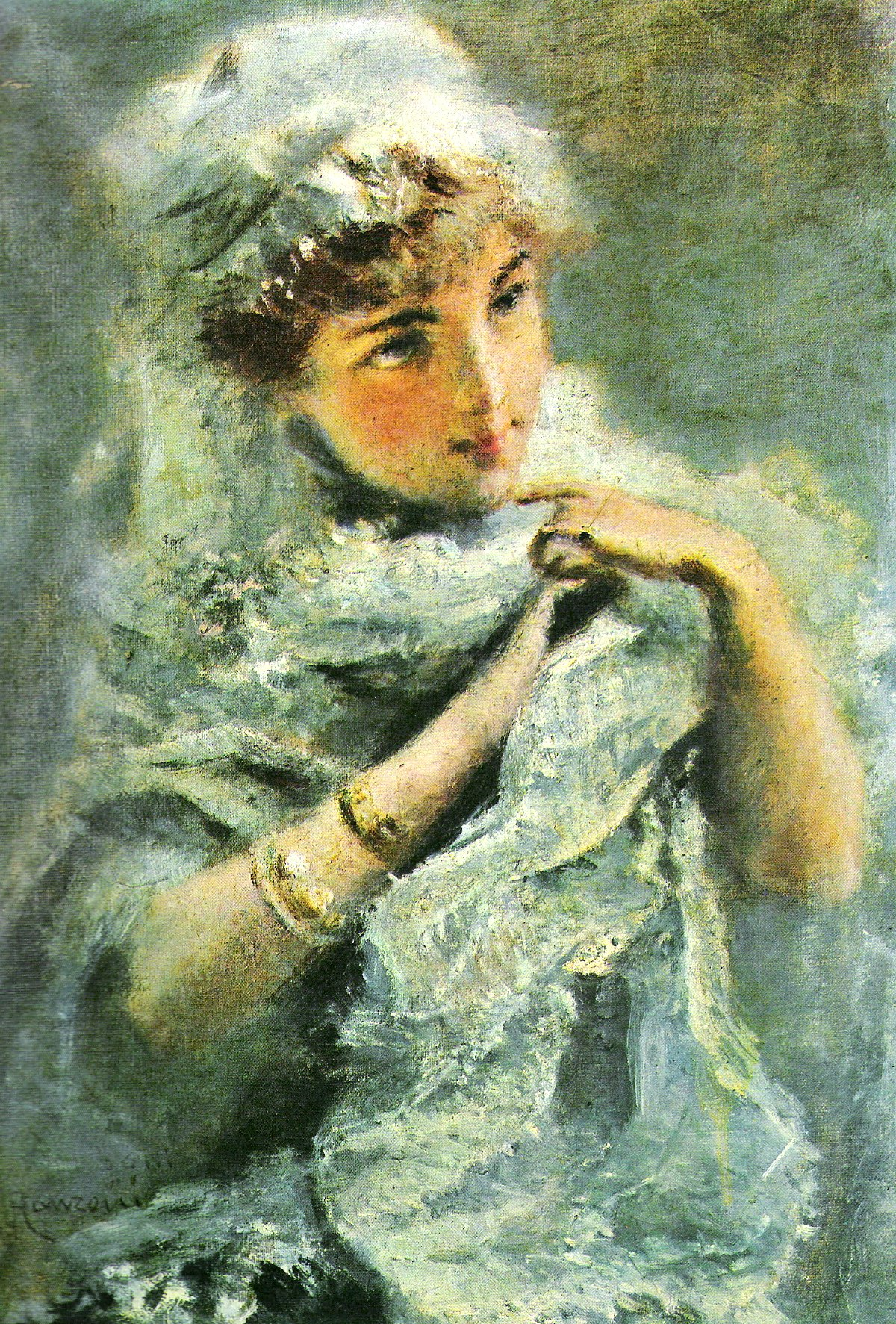
Daniele Ranzoni: Portrét mladé Britky, 1880

Narodil se v dělnické rodině. Studoval nejdříve v Turíně u Antonia Fontanesiho a pak u Giuseppa Bertiniho v Miláně. Byl členem milánského uměleckého hnutí Scapigliatura a jeho styl byl později ovlivněn divizionismem. Roku 1877 odešel na dva roky do Anglie, ale nedosáhl tam finančního úspěchu. Po návratu do Itálie začal projevovat příznaky duševní nemoci a v roce 1887 byl hospitalizován v ústavu.